# 梶谷景美
梶谷景美（日语：／ Kajitani Akimi，1968年12月8日—）日本的台球运动员，出生于日本大阪府。日本職業花式撞球協會24期生。
在日本撞球界素有“女王”的称号。是目前安麗盃歷屆皆有參賽的全勤模範生。2004年时世界排名第四。
18岁开始台球运动，在大阪有名望的机构学习。1990年在22岁时转职业，1992年拿到首个日本全国冠军，此后的十数年间基本都保持在日本职业排名第一的位置上。

## 比賽成績
- 1992年 全日本選手權冠軍
- 1997年 亞洲盃花式撞球錦標賽亞軍
- 1997年 世界花式撞球錦標賽季軍
- 1998年 安麗盃世界女子花式撞球邀請賽季軍
- 1999年 安麗盃世界女子花式撞球邀請賽季軍
- 1999年 亞洲盃撞球錦標賽亞軍
- 2000年 日本公開賽冠軍
- 2000年 日本北陸公開賽冠軍
- 2000年 世界花式撞球洲際對抗賽亞軍
- 2001年 世界花式撞球洲際對抗賽亞軍
- 2001年 世界花式撞球錦標賽第五名
- 2002年 全日本錦標賽女子季軍
- 2003年 日本東海9號球公開賽冠軍
- 2003年 東日本女子撞球第1、5站冠軍
- 2003年 日本北陸公開賽冠軍
- 2004年 全日本錦標賽女子冠軍
- 2004年 全日本關西公開賽女子撞球冠軍
- 2004年 日本Central公開賽冠軍
- 2004年 東日本女子職業巡迴賽第1、2、4、5站冠軍，第3站亞軍
- 2004年 第37屆全日本撞球錦標賽冠軍
- 2005年 日本東海9號球大獎賽冠軍
- 2006年 安麗盃世界女子花式撞球錦標賽季軍
- 2007年 全日本女子職業巡迴賽第4、5站冠軍
- 2007年 東海9號球大獎賽冠軍
- 2007年 北陸公開賽冠軍
- 2007年 九州女子公開賽冠軍
- 2008年 日本公開賽亞軍
- 2009年 世界女子10號球錦標賽季軍
- 2010年 安麗盃世界女子花式撞球公開賽止步24強
- 2013年 全日本撞球錦標賽女子組冠軍
- 2014年 CBSA中國9球公開賽第5名
- 2014年 WPA世界排名第十